# صموئيل توريس
صموئيل توريس (بالإسبانية: Samuel Torres) هو ملحن كولومبي، ولد في 4 سبتمبر 1976 في بوغوتا في كولومبيا.

## وصلات خارجية
- صموئيل توريس على موقع ميوزك برينز (الإنجليزية)
- صموئيل توريس على موقع أول ميوزيك (الإنجليزية)
- صموئيل توريس على موقع ديسكوغز (الإنجليزية)